# Cabinet de la cassette
Le cabinet de la cassette, ou ancien « cabinet des bains » de Louis XV, est une salle du château de Versailles, en France.

## Localisation

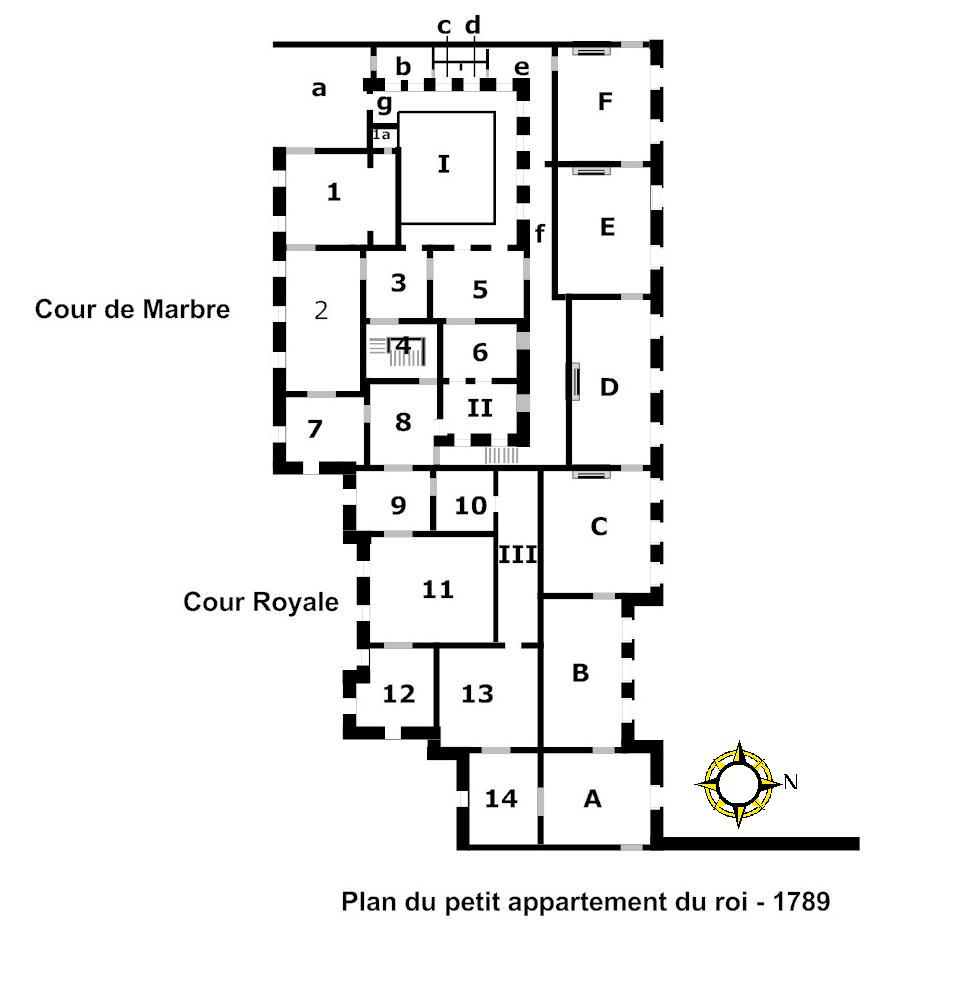
Plan du petit appartement du roi en 1789 ; le cabinet de la cassette est indiqué en 10.

Le cabinet de la cassette est situé dans le Petit appartement du Roi, au premier étage du bâtiment principal du château de Versailles.
La pièce mesure 3,80 x 3,30 mètres, sous une hauteur de plafond de 2,85 mètres. Elle communique au sud avec la pièce de la vaisselle d'or et au nord avec la cave du Roi.

## Décor
Le décor date de 1771, lorsque Louis XV se fait aménager ici une salle des bains, à l'emplacement de l'ancien arrière-cabinet de Madame Adélaïde. Il s'agit d'une des dernières commandes du roi à Versailles.
Sculptées par les frères Rousseau, les boiseries sont animées par l'utilisation de différents ors (or mat, or bruni, or vert) et exploitent le thème de l'eau : de grands médaillons au centre des panneaux, entourés de roseaux et de narcisses, évoquent le bain, la pêche, la leçon de natation, la chasse aux oiseaux aquatiques.
Louis XVI transforme la pièce en cabinet de la cassette, un très-arrière-cabinet qui tient son nom du fait qu'il y tient ses registres de comptes privés.